# Färöischer Fußballpokal 1991
Der Färöische Fußballpokal 1991 fand zwischen dem 30. März und 14. August 1991 statt und wurde zum 37. Mal ausgespielt. Im Endspiel, welches im Gundadalur-Stadion in Tórshavn auf Kunstrasen ausgetragen wurde, siegte B36 Tórshavn mit 1:0 gegen HB Tórshavn und konnte den Pokal somit zum zweiten Mal gewinnen. Zudem nahm B36 Tórshavn dadurch an der Vorrunde vom Europapokal der Pokalsieger 1992/93 teil.
B36 Tórshavn und HB Tórshavn belegten in der Meisterschaft die Plätze zwei und sechs. Mit Skála ÍF erreichte ein Zweitligist das Viertelfinale. Titelverteidiger KÍ Klaksvík schied hingegen in der 1. Runde aus.

## Teilnehmer
Teilnahmeberechtigt waren folgende 21 A-Mannschaften der vier färöischen Ligen:
| 1. Deild | 2. Deild                                                                                           | 3. Deild                       |
| B36 Tórshavn B68 Toftir GÍ Gøta HB Tórshavn KÍ Klaksvík MB Miðvágur NSÍ Runavík SÍ Sumba TB Tvøroyri VB Vágur | B71 Sandur ÍF Fuglafjørður ÍF Streymur LÍF Leirvík Royn Hvalba SÍ Sørvágur SÍF Sandavágur Skála ÍF | AB Argir EB Eiði Fram Tórshavn |

## Modus
Elf ausgeloste Mannschaften waren für die 2. Runde gesetzt. Die verbliebenen Teams spielten in einer Runde die restlichen fünf Teilnehmer aus. Alle Runden wurden im K.-o.-System ausgetragen. Erstmals konnte sich der Pokalsieger für die Teilnahme am Europapokal der Pokalsieger, welcher 1992/93 ausgespielt wurde, qualifizieren.

## 1. Runde
Die Partien der 1. Runde fanden am 30. März statt. Zuvor sollten diese bereits am 28. März ausgetragen werden, wurden jedoch allesamt verschoben.
|                 | Ergebnis                         |                |
| --------------- | -------------------------------- | -------------- |
| B68 Toftir      | 1:1 n. V. (1:1, 1:0) (5:4 i. E.) | B71 Sandur     |
| HB Tórshavn     | 6:2 (2:0)                        | Royn Hvalba    |
| ÍF Fuglafjørður | 1:5 (?:?)                        | GÍ Gøta        |
| KÍ Klaksvík     | 1:2 (?:?)                        | SÍF Sandavágur |
| MB Miðvágur     | 1:4 (1:1)                        | VB Vágur       |

## 2. Runde
Die Partien der 2. Runde fanden am 1. April statt.
|               | Ergebnis                          |                |
| ------------- | --------------------------------- | -------------- |
| AB Argir      | 00:2 (0:0)                        | HB Tórshavn    |
| B36 Tórshavn  | 10:0 (2:0)                        | SÍ Sørvágur    |
| Fram Tórshavn | 02:7 (1:4)                        | B68 Toftir     |
| ÍF Streymur   | 01:2 (?:?)                        | TB Tvøroyri    |
| LÍF Leirvík   | 00:2 (?:?)                        | GÍ Gøta        |
| NSÍ Runavík   | 02:2 n. V. (1:1, 0:1) (4:2 i. E.) | VB Vágur       |
| SÍ Sumba      | 03:0 (?:?)                        | EB Eiði        |
| Skála ÍF      | 01:0 (0:0)                        | SÍF Sandavágur |

## Viertelfinale
Die Viertelfinalpartien fanden am 26. April statt.
|             | Ergebnis             |              |
| ----------- | -------------------- | ------------ |
| B68 Toftir  | 1:3 (1:2)            | NSÍ Runavík  |
| SÍ Sumba    | 2:3 n. V. (2:2, 1:0) | HB Tórshavn  |
| Skála ÍF    | 1:6 (0:3)            | B36 Tórshavn |
| TB Tvøroyri | 3:2 n. V. (2:2, 2:0) | GÍ Gøta      |

## Halbfinale
Die Hinspiele im Halbfinale fanden am 9. Mai und 5. Juni statt, die Rückspiele am 5. und 19. Juni.
|             | Gesamt          |              | Hinspiel     | Rückspiel               |
| ----------- | --------------- | ------------ | ------------ | ----------------------- |
| HB Tórshavn | 2:2 (3:2 i. E.) | TB Tvøroyri  | 1:1 (1:1)    | 1:1 n. V. (1:1, 1:0)    |
| NSÍ Runavík | 1:2             | B36 Tórshavn | 11:0 (0:0) 1 | 20:2 n. V. (0:1, 0:0) 2 |

## Finale
| Paarung        | B36 Tórshavn – HB Tórshavn |
| Ergebnis       | 1:0 (1:0) |
| Datum          | 14. August 1991 |
| Stadion        | Gundadalur, Tórshavn |
| Schiedsrichter | Niklas á Líðarenda (Norðragøta) |
| Tore           | 1:0 Bergur Magnussen |
| B36 Tórshavn   | Egin H. Høgnesen – Dánjal Petur Johansen, Tummas Eli Hansen , Sofus Clementsen, Petur Amon Dalbø, Karl Arni Egholm – Jens Kristian Hansen, Jákup Símun Simonsen, Kári Reynheim – Kári Gullfoss, Bergur Magnussen Cheftrainer: Petur Simonsen |
| HB Tórshavn    | Kaj Leo Johannesen – Grímur Vang, Jan Dam, Niels Pauli Jacobsen, Niels Suni Poulsen – Ingi Rasmussen, Bogi Dam, Rói Árting, Leivur Holm – Gunnar Mohr, Uni Arge Cheftrainer: Jógvan Norðbúð                                                  |
| Gelbe Karten   | Dánjal Petur Johansen, Sofus Clementsen, Jákup Símun Simonsen – Jan Dam |

## Torschützenliste
| Platz | Spieler     | Verein      | Tore |
| ----- | ----------- | ----------- | ---- |
| 1     | Gunnar Mohr | HB Tórshavn | 08   |